# Kūrābād
Kūrābād (persiska: کورآباد) är en ort i Iran.   Den ligger i provinsen Västazarbaijan, i den nordvästra delen av landet, 500 km väster om huvudstaden Teheran. Kūrābād ligger 1 277 meter över havet och antalet invånare är 475.
Terrängen runt Kūrābād är platt.Runt Kūrābād är det ganska tätbefolkat, med 60 invånare per kvadratkilometer. Närmaste större samhälle är Chahār Borj-e Qadīm, 16,1 km nordost om Kūrābād. Trakten runt Kūrābād består i huvudsak av gräsmarker.